# Podchyliczki
Podchyliczki – część wsi Kozerki, położonej w Polsce, w województwie mazowieckim, powiecie grodziskim, gminie Grodzisk Mazowiecki. Podchyliczki leżą przy drodze wojewódzkiej nr 719 i liniach kolejowych nr 1 i 4.
W latach 1975–1998 miejscowość administracyjnie należała do województwa warszawskiego.